# Йоан Главиницки
Йоан е български православен духовник, главиницки епископ на Българската православна църква от 2010 година до смъртта си през 2019 година.

## Биография
Роден е на 29 ноември 1949 в град София, България, със светското име Стоян Костадинов Стойков. Завършва основно и прогимназиално образование в училище „Екзарх Антим І“ в родния си град, а средно образование получава през 1969 година в Софийската духовна семинария „Преподобни Йоан Рилски“, която тогава е на гара Чепепиш.
На 11 януари 1969 година е подстриган за монах в Бачковския манастир от митрополит Панкратий Старозагорски, като духовен старец му става игуменът на манастира и негов преподавател и духовен наставник епископ Герасим Браницки. От 1969 до 1971 година служи войник. На 30 март 1969 година е ръкоположен в йеродяконски чин от епископ Герасим Браницки в манастирската църква „Свети Николай“. На 21 май 1971 година игуменът епископ Герасим го ръкополага за йеромонах в централния манастирски храм „Успение Богородично“.
На 1 април 1972 година митрополит Панкратий Старозагорски го назначава за енорийски свещеник в село Кирилметодиево, Старозагорско. Същевременно йеромонах Йоан подпомага епархийския си архиерей в административните дела и просветната работа. Обикаля епархията и се бори с разпространението на различни алтернативни християнски вероизповедания. На 1 март 1975 година е назначен за изпълняващ длъжността протосингел на Старозагорската митрополия, а от 1 юли 1975 година е назначен от митрополит Панкратий за протосингел на митрополията.
През 1976 година завършва Духовната академия „Свети Климент Охридски“ в София с дипломна работа върху Станислав Доспевски при катедрата по християнско изкуство при професор Васил Пандурски.
На 1 януари 1976 година в храма „Свети Николай“ в Стара Загора, митрополит Панкратий го въвежда в архимандритско достойнство.
Изпратен е от Светия синод на научна специализация в Московската духовна академия „Свети Сергий Радонежки“ от 15 септември 1976 година. В академията защитава докторска дисертация „Образът на пастира по творенията на св. Григорий Двоеслов“.
След завръщането си в България на 1 юли 1978 година е назначен от митрополит Филарет Видински за протосингел на Видинската митрополия. Във Видин подпомага митрополит Филарет при управлението на делата на епархията. В службите, завежда епархийската библиотека и председателства църковното настоятелство на митрополитския храм „Свети Николай“.
От 1 септември 1982 година е заместник-ректор и ефимерий в Софийската духовна семинария „Свети Йоан Рилски“ на гара Черепиш. На 1 юли 1986 година по решение на Синода е назначен за ректор на семинарията. В семинарията преподава литургика, българска църковна история, богослужение и църковнославянско четене.
От 10 юли 1987 година е духовен наставник и председател на Църковното настоятелство на пансиона при Духовната академия „Свети Климент Охридски“ в София. Служи в академичния параклис и в патриаршеската катедрала „Свети Александър Невски“. От 1 юли 1988 година е началник на отдел „Богослужебен“ на Синода, а от 27 февруари 1989 година до 1 юли 1989 година е и председател на църковното настоятелство на „Свети Александър Невски“.
На 1 декември 1991 година е изпратен от патриарх Максим Български и Синода на специализация в Германия, като същевременно обслужва Българската църковна община „Свети Климент Охридски“ в Мюнхен. В Германия защитава магистърска теза „Свети Амвросий Медиолански и неговото учение за пастирската служба“ и докторски дисертации „Антропология на Карл Маркс“ и „Живот, дела и възгледи на патриарх Евтимий“. За служението му в Германия получава златен орден „Свети Йоан Рилски“ от митрополит Симеон Западно и Средноевропейски.
След завръщането си в България през декември 2006 година, от 1 февруари 2007 година отново служи като завеждащ на отдел „Богослужебен“ на Светия Синод и същевременно ефимерий при патриаршеската катедрала.
На 30 ноември 2010 година в патриаршеската катедрала „Свети Александър Невски“ е ръкоположен за титулярен главиницки епископ от митрополитите Йоаникий Сливенски, Дометиан Видински, Симеон Западно и Средноевропейски, Кирил Варненски и Великопреславски, Йосиф Американски, Канадски и Австралийски, Григорий Великотърновски, Неофит Русенски, Натанаил Неврокопски, Гавриил Ловчански, Амвросий Доростолски и епископите Наум Стобийски, Йоан Знеполски, Павел Левкийски, Тихон Тивериополски, Константин Маркианополски в присъствието на патриарх Максим. Назначен е за викарен епископ на митрополит Кирил Варненски и Великопреславски.
На 18 юли 2013 година е изпратен на послушание в Бачковския манастир, като епископ на разположение на Светия Синод. От 20 септември 2014 година е на послушание в Рилския манастир.
Умира в София на 22 февруари 2019 година след продължително боледуване.